# Prunay-sur-Essonne
Pour les articles homonymes, voir Prunay.
Prunay-sur-Essonne (prononcé [pʁynɛ syʁ esɔn] ) est une commune française située à cinquante-six kilomètres au sud-est de Paris dans le département de l'Essonne en région Île-de-France.
Ses habitants sont appelés les Prunaysiens.

## Géographie

### Situation
| Type d’occupation           | Pourcentage | Superficie (en hectares) |
| --------------------------- | ----------- | ------------------------ |
| Espace urbain construit     | 4,2 %       | 21,40                    |
| Espace urbain non construit | 2,5 %       | 12,90                    |
| Espace rural                | 93,3 %      | 478,38                   |
| Source : Iaurif             |             |                          |

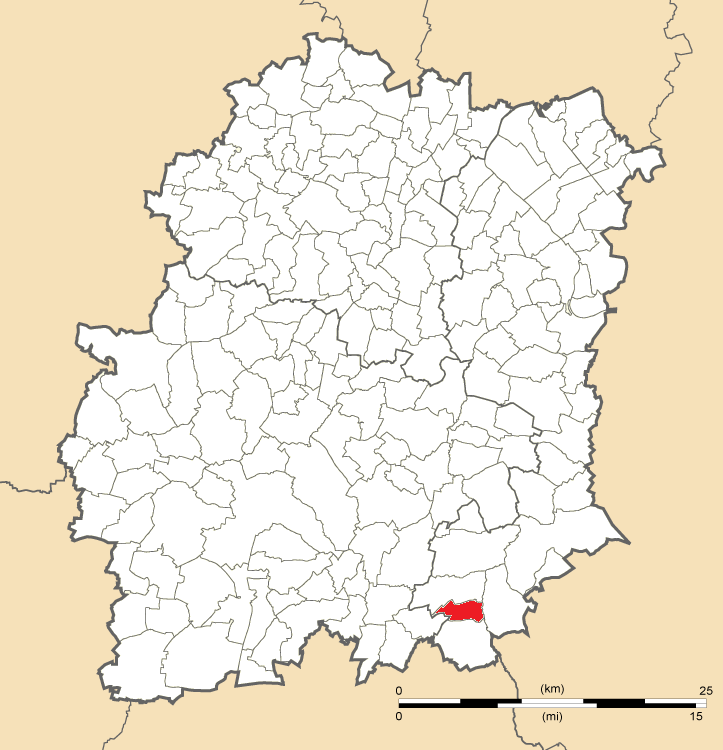
Position de Prunay-sur-Essonne en Essonne.

Prunay-sur-Essonne est située à cinquante-six kilomètres au sud-est de Paris-Notre-Dame, point zéro des routes de France, trente-et-un kilomètres au sud-ouest d'Évry, neuf kilomètres au sud-ouest de Milly-la-Forêt, quatorze kilomètres au sud de La Ferté-Alais, dix-huit kilomètres au sud-est d'Étampes, vingt-sept kilomètres au sud-est d'Arpajon, vingt-neuf kilomètres au sud-ouest de Corbeil-Essonnes, trente-deux kilomètres au sud-est de Montlhéry, trente-trois kilomètres au sud-est de Dourdan, quarante-et-un kilomètres au sud-est de Palaiseau.

### Hydrographie
La commune est traversée par la rivière l'Essonne.

### Climat
Pour des articles plus généraux, voir Climat de l'Île-de-France et Climat de l'Essonne.
En 2010, le climat de la commune est de type climat océanique dégradé des plaines du Centre et du Nord, selon une étude du CNRS s'appuyant sur une série de données couvrant la période 1971-2000. En 2020, Météo-France publie une typologie des climats de la France métropolitaine dans laquelle la commune est exposée à un climat océanique altéré et est dans la région climatique Sud-ouest du bassin Parisien, caractérisée par une faible pluviométrie, notamment au printemps (120 à 150 mm) et un hiver froid (3,5 °C). 
Pour la période 1971-2000, la température annuelle moyenne est de 11,1 °C, avec une amplitude thermique annuelle de 15,3 °C. Le cumul annuel moyen de précipitations est de 660 mm, avec 11,1 jours de précipitations en janvier et 7,6 jours en juillet. Pour la période 1991-2020, la température moyenne annuelle observée sur la station météorologique la plus proche, située sur la commune de Boigneville à 2 km à vol d'oiseau, est de 11,5 °C et le cumul annuel moyen de précipitations est de 615,6 mm,. Pour l'avenir, les paramètres climatiques de la commune estimés pour 2050 selon différents scénarios d'émission de gaz à effet de serre sont consultables sur un site dédié publié par Météo-France en novembre 2022.
| Mois                                  | jan.             | fév.             | mars           | avril         | mai           | juin           | jui.          | août           | sep.          | oct.            | nov.             | déc.             | année      |
| ------------------------------------- | ---------------- | ---------------- | -------------- | ------------- | ------------- | -------------- | ------------- | -------------- | ------------- | --------------- | ---------------- | ---------------- | ---------- |
| Température minimale moyenne (°C)     | 1,7              | 1,4              | 3,3            | 5,3           | 8,7           | 11,7           | 13,6          | 13,4           | 10,4          | 7,9             | 4,4              | 2,1              | 7          |
| Température moyenne (°C)              | 4,3              | 4,8              | 7,8            | 10,6          | 14            | 17,3           | 19,9          | 19,6           | 15,9          | 12              | 7,4              | 4,6              | 11,5       |
| Température maximale moyenne (°C)     | 6,9              | 8,2              | 12,3           | 15,9          | 19,4          | 22,9           | 26            | 25,8           | 21,4          | 16,1            | 10,5             | 7,2              | 16,1       |
| Record de froid (°C) date du record   | −19,7 17.01.1985 | −12,6 07.02.1991 | −11,6 01.03.05 | −4,3 07.04.21 | −0,1 06.05.19 | 1,4 05.06.1991 | 4 04.07.1984  | 4,6 31.08.1986 | 2 19.09.1994  | −3,3 30.10.1997 | −10,7 24.11.1998 | −11,5 31.12.1985 | −19,7 1985 |
| Record de chaleur (°C) date du record | 15,5 30.01.02    | 21,4 24.02.1990  | 25,5 31.03.21  | 28,4 21.04.18 | 31,6 28.05.17 | 37,2 27.06.11  | 40,9 25.07.19 | 39,7 06.08.03  | 34,7 14.09.20 | 30,3 01.10.1985 | 21,8 07.11.15    | 17,2 16.12.1989  | 40,9 2019  |
| Précipitations (mm)                   | 47,6             | 44               | 43             | 46,9          | 62,5          | 50             | 51            | 49,7           | 49,8          | 58,1            | 54               | 59               | 615,6      |

## Urbanisme

### Typologie
Au 1er janvier 2024, Prunay-sur-Essonne est catégorisée commune rurale à habitat dispersé, selon la nouvelle grille communale de densité à sept niveaux définie par l'Insee en 2022.
Elle est située hors unité urbaine. Par ailleurs la commune fait partie de l'aire d'attraction de Paris, dont elle est une commune de la couronne,. Cette aire regroupe 1 929 communes,.

## Toponymie
La commune fut créée en 1793 sous le simple nom de Prunay, du latin prunus, était planté de pruniers, la mention de la rivière l'Essonne fut ajoutée en 1873.

## Population et société

### Démographie

#### Évolution démographique
L'évolution du nombre d'habitants est connue à travers les recensements de la population effectués dans la commune depuis 1793. Pour les communes de moins de 10 000 habitants, une enquête de recensement portant sur toute la population est réalisée tous les cinq ans, les populations de référence des années intermédiaires étant quant à elles estimées par interpolation ou extrapolation. Pour la commune, le premier recensement exhaustif entrant dans le cadre du nouveau dispositif a été réalisé en 2007.

En 2022, la commune comptait 312 habitants, en évolution de +3,31 % par rapport à 2016 (Essonne : +2,89 %, France hors Mayotte : +2,11 %).
| 1793 | 1800 | 1806 | 1821 | 1831 | 1836 | 1841 | 1846 | 1851 |
| ---- | ---- | ---- | ---- | ---- | ---- | ---- | ---- | ---- |
| 99   | 101  | 95   | 98   | 114  | 130  | 129  | 154  | 145  |

| 1856 | 1861 | 1866 | 1872 | 1876 | 1881 | 1886 | 1891 | 1896 |
| ---- | ---- | ---- | ---- | ---- | ---- | ---- | ---- | ---- |
| 116  | 119  | 147  | 131  | 145  | 142  | 156  | 150  | 140  |

| 1901 | 1906 | 1911 | 1921 | 1926 | 1931 | 1936 | 1946 | 1954 |
| ---- | ---- | ---- | ---- | ---- | ---- | ---- | ---- | ---- |
| 133  | 116  | 131  | 119  | 116  | 117  | 96   | 111  | 103  |

| 1962 | 1968 | 1975 | 1982 | 1990 | 1999 | 2006 | 2007 | 2012 |
| ---- | ---- | ---- | ---- | ---- | ---- | ---- | ---- | ---- |
| 123  | 132  | 198  | 240  | 279  | 286  | 305  | 308  | 317  |

| 2017 | 2022 | - | - | - | - | - | - | - |
| ---- | ---- | - | - | - | - | - | - | - |
| 295  | 312  | - | - | - | - | - | - | - |

#### Pyramide des âges
En 2018, le taux de personnes d'un âge inférieur à 30 ans s'élève à 29,3 %, soit en dessous de la moyenne départementale (39,9 %). À l'inverse, le taux de personnes d'âge supérieur à 60 ans est de 29,1 % la même année, alors qu'il est de 20,1 % au niveau départemental.
En 2018, la commune comptait 143 hommes pour 149 femmes, soit un taux de 51,03 % de femmes, légèrement supérieur au taux départemental (51,02 %).
Les pyramides des âges de la commune et du département s'établissent comme suit.
| Hommes | Classe d’âge | Femmes |
| ------ | ------------ | ------ |
| 0,0    | 90 ou +      | 0,7    |
| 9,2    | 75-89 ans    | 10,2   |
| 19,7   | 60-74 ans    | 18,3   |
| 26,3   | 45-59 ans    | 25,5   |
| 15,0   | 30-44 ans    | 16,5   |
| 10,1   | 15-29 ans    | 9,2    |
| 19,7   | 0-14 ans     | 19,6   |

| Hommes | Classe d’âge | Femmes |
| ------ | ------------ | ------ |
| 0,5    | 90 ou +      | 1,4    |
| 5,4    | 75-89 ans    | 7,2    |
| 12,9   | 60-74 ans    | 13,9   |
| 20     | 45-59 ans    | 19,4   |
| 19,9   | 30-44 ans    | 20,1   |
| 20     | 15-29 ans    | 18,2   |
| 21,3   | 0-14 ans     | 19,8   |

## Politique et administration

### Politique locale
La commune de Prunay-sur-Essonne est rattaché au canton de Milly-la-Forêt, représenté par le conseiller général Jean-Jacques Boussaingault (UMP), lui-même intégré à l'arrondissement d’Évry et à la deuxième circonscription de l'Essonne, représentée par le député Franck Marlin (UMP).
L'Insee attribue à la commune le code 91 2 18 507. La commune de Prunay-sur-Essonne est enregistrée au répertoire des entreprises sous le code SIREN 219 105 079. Son activité est enregistrée sous le code APE 8411Z.

### Tendances et résultats politiques
Élections présidentielles, résultats des deuxièmes tours :
- Élection présidentielle de 2002 : 80,90 % pour Jacques Chirac (RPR), 19,10 % pour Jean-Marie Le Pen (FN), 79,47 % de participation[34].
- Élection présidentielle de 2007 : 63,68 % pour Nicolas Sarkozy (UMP), 36,32 % pour Ségolène Royal (PS), 90,28 % de participation[35].
- Élection présidentielle de 2012 : 66,82 % pour Nicolas Sarkozy (UMP), 33,18 % pour François Hollande (PS), 84,50 % de participation[36].

Élections législatives, résultats des deuxièmes tours :
- Élections législatives de 2002 : 75,84 % pour Franck Marlin (UMP), 24,16 % pour Gérard Lefranc (PCF), 58,17 % de participation[37].
- Élections législatives de 2007 : 60,98 % pour Franck Marlin (UMP) élu au premier tour, 14,63 % pour Marie-Agnès Labarre (PS), 67,61 % de participation[38].
- Élections législatives de 2012 : 68,63 % pour Franck Marlin (UMP), 31,37 % pour Béatrice Pèrié (PS), 61,63 % de participation[39].

Élections européennes, résultats des deux meilleurs scores :
- Élections européennes de 2004 : 18,10 % pour Harlem Désir (PS), 17,24 % pour Patrick Gaubert (UMP), 46,21 % de participation[40].
- Élections européennes de 2009 : 36,36 % pour Michel Barnier (UMP), 14,39 % pour Daniel Cohn-Bendit (Europe Écologie), 55,87 % de participation[41].
- Élections européennes de 2014 : 27,91 % pour Alain Lamassoure (UMP), 25,58 % pour Aymeric Chauprade (FN), 50,38 % de participation[42].

Élections régionales, résultats des deux meilleurs scores :
- Élections régionales de 2004 : 57,56 % pour Jean-François Copé (UMP), 31,98 % pour Jean-Paul Huchon (PS), 69,70 % de participation[43].
- Élections régionales de 2010 : 58,54 % pour Valérie Pécresse (UMP), 41,46 % pour Jean-Paul Huchon (PS), 53,09 % de participation[44].

Élections cantonales, résultats des deuxièmes tours :
- Élections cantonales de 2004 : 73,26 % pour Jean-Jacques Boussaingault (UMP), 26,74 % pour Martine Stehlin (PS), 69,70 % de participation[45].
- Élections cantonales de 2011 : 71,79 % pour Jean-Jacques Boussaingault (UMP), 28,21 % pour Marie-Anne Bachelerie (PS), 49,59 % de participation[46].

Élections municipales, résultats des deuxièmes tours :
- Élections municipales de 2001 : données manquantes.
- Élections municipales de 2008 : 163 voix pour Pierre Pelat (?), 160 voix pour Valérie Schaffer (?) et Marc Remondin (?), 73,49 % de participation[47].

Référendums :
- Référendum de 2000 relatif au quinquennat présidentiel : 69,14 % pour le Oui, 30,86 % pour le Non, 39,15 % de participation[48].
- Référendum de 2005 relatif au traité établissant une Constitution pour l'Europe : 53,26 % pour le Non, 46,74 % pour le Oui, 78,66 % de participation[49].

### Enseignement
Les élèves de Prunay-sur-Essonne sont rattachés à l'académie de Versailles. La commune dispose sur son territoire d'une école élémentaire publique.

### Jumelages
La commune de Prunay-sur-Essonne n'a développé aucune association de jumelage.

## Vie quotidienne à Prunay-sur-Essonne

### Lieux de culte

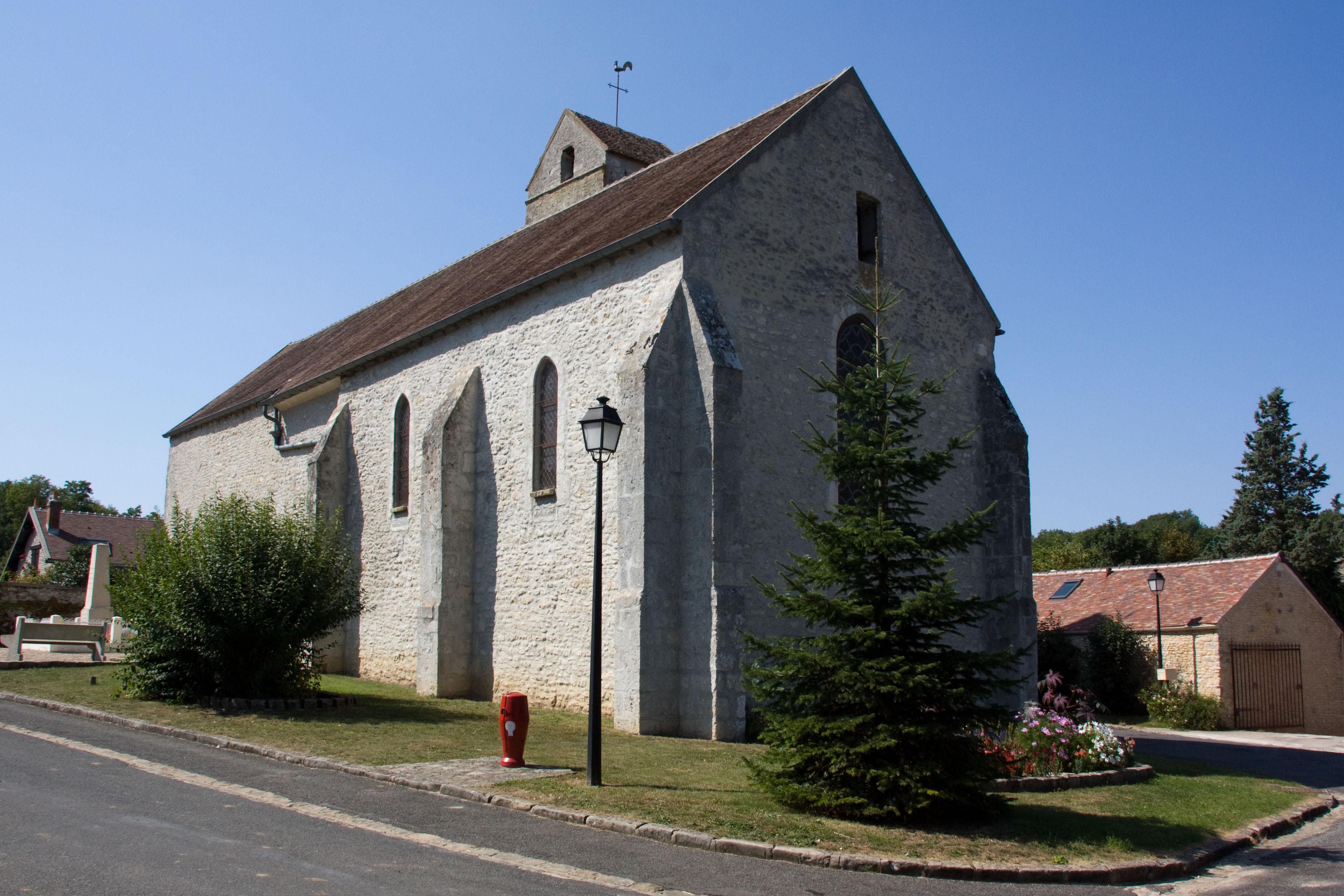
L'église Saint-Martin.

La paroisse catholique de Prunay-sur-Essonne est rattachée au secteur pastoral de Milly-la-Forêt et au diocèse d'Évry-Corbeil-Essonnes. Elle dispose de l'église Saint-Martin.

### Médias
L'hebdomadaire Le Républicain relate les informations locales. La commune est en outre dans le bassin d'émission des chaînes de télévision France 3 Paris Île-de-France Centre, IDF1 et Téléssonne intégré à Télif.

## Économie
La société publique locale SIGAL est constituée des communes de : Boigneville - Buno-Bonnevaux - Gironville - Prunay-sur-Essonne.
Le centre artisanal Jean-Michel-Daudu à Prunay réalisé sur une friche industrielle répond désormais à cette attente. Avec une surface de 3 500 m2 sur laquelle s’est ajouté un nouveau bâtiment de 750 m2, le centre artisanal porté par une société publique locale SPL « SIGAL »accueille désormais 17 artisans.
Le nouveau bâtiment, construit suivant les recommandations du Grenelle II, a été réalisé avec un procédé dit bois massif  complété d’une isolation renforcée en laine de bois, d’une centrale photovoltaïque de 36 KVC et d’un système de récupération des eaux de pluie pour une utilisation in situ.
Destiné à accueillir des entreprises locales, le bâtiment est divisé en 17 lots de 130 m², 260 m², 390 m² et 1 lot de bureaux. www.splsigal.com

### Emplois, revenus et niveau de vie
En 2010, le revenu fiscal médian par ménage était de 37 780 €, ce qui plaçait Prunay-sur-Essonne au 3 929e rang parmi les 31 525 communes de plus de 39 ménages en métropole.
| Répartition des emplois par catégories socioprofessionnelles en 2006. |              |                                           |                                                   |                            |                          |                           |
|                                                                       | Agriculteurs | Artisans, commerçants, chefs d’entreprise | Cadres et professions intellectuelles supérieures | Professions intermédiaires | Employés                 | Ouvriers                  |
| Prunay-sur-Essonne                                                    | -            | -                                         | -                                                 | -                          | -                        | -                         |
| Zone d’emploi d’Évry                                                  | 0,3 %        | 4,0 %                                     | 20,2 %                                            | 29,6 %                     | 28,2 %                   | 17,7 %                    |
| Moyenne nationale                                                     | 2,2 %        | 6,0 %                                     | 15,4 %                                            | 24,6 %                     | 28,7 %                   | 23,2 %                    |
| Répartition des emplois par secteurs d’activités en 2006.             |              |                                           |                                                   |                            |                          |                           |
|                                                                       | Agriculture  | Industrie                                 | Construction                                      | Commerce                   | Services aux entreprises | Services aux particuliers |
| Prunay-sur-Essonne                                                    | -            | -                                         | -                                                 | -                          | -                        | -                         |
| Zone d’emploi d’Évry                                                  | 0,9 %        | 13,5 %                                    | 5,4 %                                             | 14,6 %                     | 16,2 %                   | 6,9 %                     |
| Moyenne nationale                                                     | 3,5 %        | 15,2 %                                    | 6,4 %                                             | 13,3 %                     | 13,3 %                   | 7,6 %                     |
| Sources : Insee,                                                      |              |                                           |                                                   |                            |                          |                           |

## Culture locale et patrimoine

### Patrimoine environnemental
Les berges de l'Essonne à l'est, la pelouse calcicole et les bosquets boisés ont été recensés au titre des espaces naturels sensibles par le conseil départemental de l'Essonne.

### Lieux et monuments
- Menhir de la Pierre Droite.

### Héraldique
| Blason de Prunay-sur-Essonne. | La commune de Prunay-sur-Essonne ne dispose pas de blason. |